# Костянтин Острозький (пом. 1588)
Костянтин III Острозький (помер 1588) — руський князь, син Костянтина Василя Острозького.

## Життєпис
1578 р. брав участь з власним відбірним почтом у Полоцькій кампанії.
Посади: крайчий литовський (з 1579 року), староста володимирський, посаду отримав від батька, підчаший литовський. Разом з дружиною перейшов на католицький обряд 1583 року. Посол елекційного сейму 1587 року.

## Родина
Був одружений з Олександрою Тишкевич (її другий шлюб, третій чоловік — староста снятинський, сокальський Миколай Язловецький).